# A Father's Heart
A Father's Heart  è un cortometraggio muto del 1914 diretto da Paul Powell.

## Produzione
Il film fu prodotto dalla Lubin Manufacturing Company.

## Distribuzione
Distribuito dalla General Film Company, il film - un cortometraggio in due bobine - uscì nelle sale cinematografiche USA il 15 aprile 1914.